# Ålholm

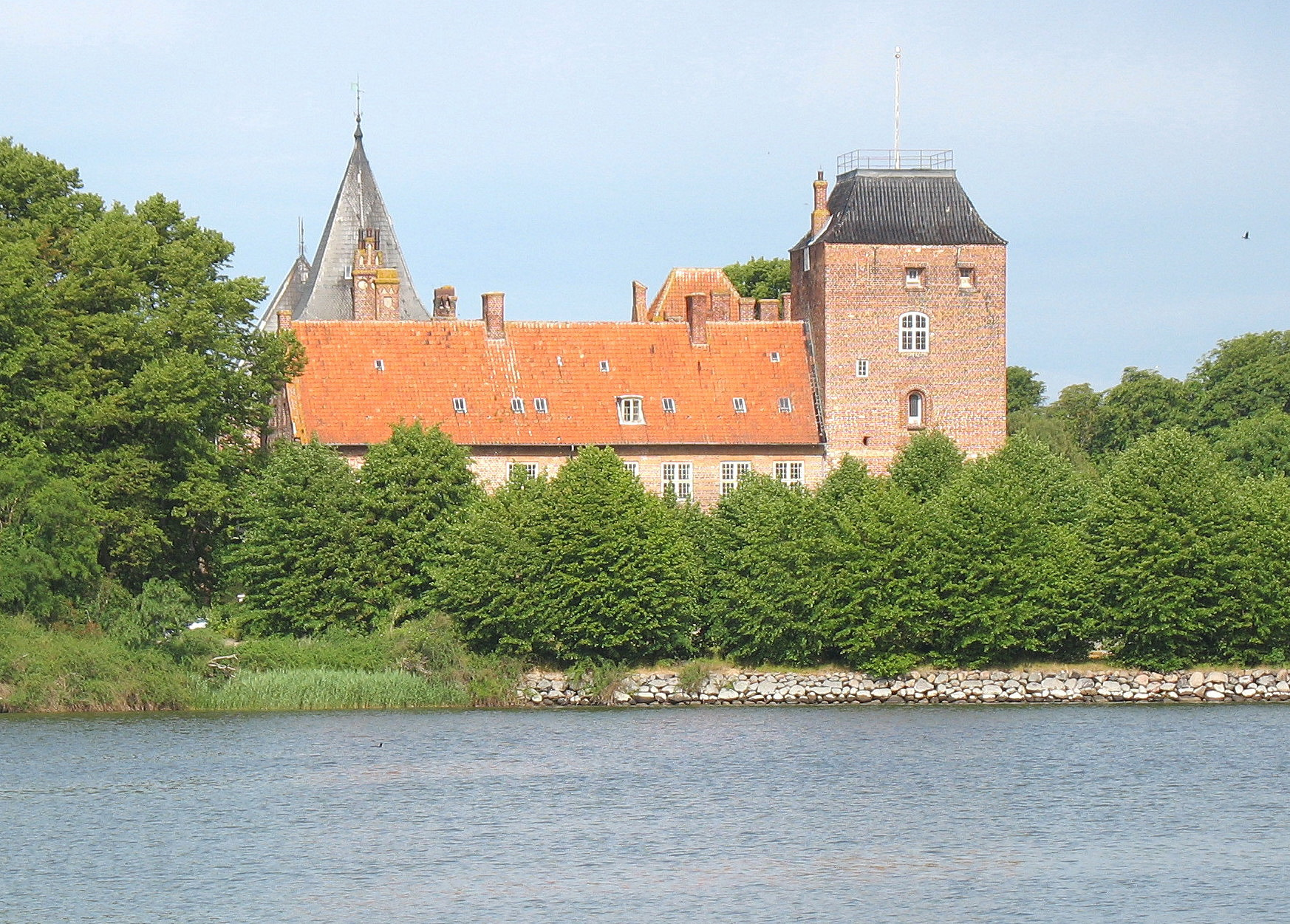
Ålholms slott, sett från öster.

Ålholm (danska: Aalholm), även känt som Ålholms slott (danska: Aalholm Slot) är ett slott i grevskapet Christiansholm, väster om staden Nysted, på ön Lolland i södra Danmark. Slottet, som ursprungligen var en borg uppförd i mitten av 1100-talet, fick länge förfalla, men restaurerades fullständigt 1884.

## Ålholmsfördraget
I Ålholm slöts den 28 juli 1366 det så kallade Ålholmsfördraget, mellan hertig Albrekt II av Mecklenburg å sonens, kung Albrekt av Sverige, vägnar och konung Valdemar Atterdag av Danmark. Denne tillerkändes bland annat Gotland, Värend, Finnveden, Kinds och Marks härader, Älvsborgs län förutom Lödöse samt den svenska delen av Hisingen. I gengäld garanterade Valdemar kung Albrekts övriga besittningar och lovade, att Sverige, om denne avled utan manliga arvingar, skulle bevaras åt hertigens släkt. Fördraget kom dock aldrig att ratificeras av svenskarna och dess bestämmelser förblev på papperet.